# Nusa (Jaya)
Nusa is een bestuurslaag in het regentschap Aceh Jaya van de provincie Atjeh, Indonesië. Nusa telt 232 inwoners (volkstelling 2010).